# Altenstadt (Assia)
Altenstadt è un comune tedesco di 12 689 abitanti situato nel land dell'Assia.

## Storia
Nelle sue vicinanze fu costruito un antico forte ausiliario dei Romani a partire dalle campagne germaniche di Domiziano dell'83-84, e che rimase attivo fino all'abbandono del limes germanico-retico nel 260 (vedi a tal proposito invasioni barbariche del III secolo).